# Шилекша (приток Чёрного Луха)
Шилекша — река в Костромской области России.

## Общие сведения
Высота истока — 151 м над уровнем моря. Протекает в юго-западном направлении по территории Макарьевского района. Впадает в реку Чёрный Лух в 29 км от её устья по правому берегу. Длина реки составляет 34 км, площадь водосборного бассейна — 213 км². Населённых пунктов на реке нет.

## Данные водного реестра
По данным государственного водного реестра России относится к Верхневолжскому бассейновому округу, водохозяйственный участок реки — Унжа от истока до устья, речной подбассейн реки — Бассейн притоков Волги ниже Рыбинского водохранилища до впадения Оки. Речной бассейн реки — (Верхняя) Волга до Куйбышевского водохранилища (без бассейна Оки).
Код объекта в государственном водном реестре — 08010300312110000016799.

## Основные притоки
(расстояние от устья)
- 14 км — река Малая Шилекша (лв)